# Ezgi Tombul
Ezgi Tombul (* 16. Oktober 1987 in Adana) ist eine türkische Schauspielerin.

## Leben und Karriere
Ezgi Tombul wurde am 16. Oktober 1987 in Adana geboren. Sie studierte an der Marmara Üniversitesi. Danach setzte sie ihr Studium am Müjdat Gezen Sanat Merkezi fort. Ihr Debüt gab sie 2011 in der Fernsehserie Keşanlı Ali Destanı. Anschließend war sie 2015 in der Serie Hatırla Gönül zu sehen. 
Von 2016 bis 2017 spielte Tombul in Hayat Şarkısı mit. 2020 wurde sie für die Serie Kırmızı Oda gecastet. Außerdem trat sie 2022 in dem Film Anka auf. Zwischen 2022 und 2023 bekam Tombul eine Rolle in Kasaba Doktoru.

## Filmografie
Filme
- 2015: Ali Kundilli
- 2016: Ali Kundilli 2
- 2017: Elimiz Mahkum
- 2022: Anka

Serien
- 2011–2012: Keşanlı Ali Destanı
- 2013: Bir Yusuf Masalı
- 2015: Hatırla Gönül
- 2016–2017: Hayat Şarkısı
- 2018: Elimi Bırakma
- 2021–2022: Kırmızı Oda
- 2022–2023: Kasaba Doktoru